# Chlorochaeta chordataria
Chlorochaeta chordataria là một loài bướm đêm trong họ Geometridae.